# Guy Whittingham
Guy Whittingham (Evesham, 10 novembre 1964) è un allenatore di calcio ed ex calciatore inglese, di ruolo attaccante.

## Carriera

### Club
Le prestazioni conseguite vestendo la maglia dello Yeovil Town, lo portano a Portsmouth (all'epoca in terza divisione), dove realizza 88 reti in 160 incontri di campionato. In particolare nel 1993 sigla 42 reti in 46 giornate di campionato vincendo il titolo di miglior marcatore del torneo. Nell'agosto del 1993 l'Aston Villa acquista le sue prestazioni per 1,8 milioni di euro. Girato in prestito al Wolves, Whittingham ritorna a Birmingham, per poi venire ceduto a titolo definitivo allo Sheffield Wednesday, che lo preleva per 1 milione. A Sheffield sigla 22 reti in 111 match di campionato: dal 1998 viene ceduto in prestito al Wolverhampton, al Portsmouth e al Watford. Svincolatosi a fine stagione ritorna al Portsmouth, giocando anche per Peterborough United e Oxford United prima di chiudere la carriera al Wycombe.
Vanta 398 incontri e 154 gol nei campionati inglesi, 186 presenze e 92 reti con la maglia del Portsmouth, 137 partite e 23 marcature in Premier League e 3 sfide di Coppa UEFA.

## Palmarès

### Giocatore

#### Competizioni nazionali
- Coppa di Lega inglese: 1

Aston Villa: 1993-1994

#### Individuale
- Capocannoniere della First Division: 1

1992-1993 (42 gol)